# Jeremy Saulnier
Jeremy Saulnier(/soʊˈnjeɪ/ SOH-nyay; (n. 10 iunie 1976, Alexandria, Virginia, SUA) este un regizor de film, scenarist și director de imagine american.

## Biografie
În 2007 a fost regizorul și scenaristul filmului Murder Party, unde unul dintre roluri a fost jucat de prietenul său din copilărie, Macon Blair, care a mai colaborat cu Saulnier la Rabla albastră (ca actor) și Noaptea lupilor (scenarist).
În 2013 a lansat filmul Rabla albastră, care a primit laude din partea criticilor. Are un rating de 96% pe Rotten Tomatoes și 77/100 pe Metacritic.
În 2015, Saulnier a regizat al treilea lungmetraj al său, thrillerul Camera verde, cu Patrick Stewart, Anton Yelchin și Imogen Poots în rolurile principale.
Următorul film al lui Saulnier a fost o adaptare a romanului din 2014, Noaptea lupilor, de William Giraldi pentru Netflix, după un scenariu de Macon Blair.
În 2024, Saulnier a regizat Rebel Ridge, cu Aaron Pierre, Don Johnson, AnnaSophia Robb și David Denman în rolurile principale.

## Filmografie
Scurtmetraje
| An   | Titlu    | Regizor | Scenarist | Dir. imagine |
| ---- | -------- | ------- | --------- | ------------ |
| 1998 | Goldfarb | Da      | Nu        | Da           |
| 2004 | Crabwalk | Da      | Da        | Da           |

Filme artistice
| An   | Titlu           | Regizor | Scenarist | Producător | Note                                                                        |
| ---- | --------------- | ------- | --------- | ---------- | --------------------------------------------------------------------------- |
| 2007 | Murder Party    | Da      | Da        | executiv   | De asemenea, director de casting, director de imagine și operator de cameră |
| 2013 | Rabla albastră  | Da      | Da        | Nu         | De asemenea, director de imagine                                            |
| 2015 | Camera verde    | Da      | Da        | Nu         |                                                                             |
| 2018 | Noaptea lupilor | Da      | Nu        | Nu         |                                                                             |
| 2024 | Rebel Ridge     | Da      | Da        | Da         |                                                                             |

Televiziune
| An   | Titlu             | Regizor | Producător executiv | Note                                                                    |
| ---- | ----------------- | ------- | ------------------- | ----------------------------------------------------------------------- |
| 2013 | The Killer Speaks | Da      | Nu                  | Episodul "Mad Maks: Maksim Gelman"                                      |
| 2019 | True Detective    | Da      | Da                  | Episoadele "The Great War and Modern Memory" și "Kiss Tomorrow Goodbye" |

Doar director de imagine
- Hamilton (2006)
- 'Tis Autumn: The Search for Jackie Paris (2006) (documentar)
- Putty Hill (2010)
- Septien (2011)
- You Hurt My Feelings (2011)
- Rett: There is Hope (2011) (documentar)
- In Our Nature (2012)
- See Girl Run (2012)
- The Art of Boxing (2012) (documentar, scurtmetraj)
- I Used to Be Darker (2013)